# Catasetum rodigasianum
Catasetum rodigasianum är en orkidéart som beskrevs av Robert Allen Rolfe. Catasetum rodigasianum ingår i släktet Catasetum och familjen orkidéer. Inga underarter finns listade i Catalogue of Life.